# Plagiohammus brunneus
Plagiohammus brunneus là một loài bọ cánh cứng trong họ Cerambycidae.